# Clavibacter michiganensis
Clavibacter
Genre
Espèce
Synonymes
- Aplanobacter michiganense (Smith) Smith[3]
- Bacterium michiganense Smith[3]
- Corynebacterium michiganense (Smith, 1910) Jensen 1934[3]
- Mycobacterium flavum subsp. michiganense (Smith) Krasilnikov[3]
- Phytomonas michiganensis (Smith) Bergey & al.[3]
- Pseudomonas michiganensis (Smith) Stevens[3]

Clavibacter michiganensis, unique représentant du genre Clavibacter, est une espèce de bactéries à Gram-positif, aérobie, non sporulante, et agent pathogène des plantes.
Les autres espèces précédemment rattachées au genre Clavibacter ont été reclassées dans les genres Leifsonia, Rathayibacter et Curtobacterium.
Clavibacter michiganensis est subdivisée en cinq sous-espèces :
- Clavibacter michiganensis subsp. sepedonicus provoque chez la pomme de terre une maladie appelée pourriture annulaire » en référence aux symptômes de pourriture des tissus vasculaires dans les tubercules ;
- Clavibacter michiganensis subsp. michiganensis provoque un flétrissement bactérien chez la tomate ;
- Clavibacter michiganensis subsp. nebraskensis infecte le maïs (Zea mays) ;
- Clavibacter michiganensis subsp. tesselarius infecte le blé ;
- Clavibacter michiganensis subsp. insidiosus infecte la luzerne.

Clavibacter xyli subsp. xyli a été retirée du genre Clavibacter pour être reclassée sous un nouveau genre, Leifsonia, avec Leifsonia poae. Cette bactérie se trouve dans les galles racinaires de Poa annua L. (pâturin annuel), et Leifsonia aquatica, est une bactérie autotrophe.

## Liste des sous-espèces
Selon NCBI (16 sept. 2011) :
- sous-espèce Clavibacter michiganensis subsp. insidiosus
- sous-espèce Clavibacter michiganensis subsp. michiganensis
- sous-espèce Clavibacter michiganensis subsp. nebraskensis
- sous-espèce Clavibacter michiganensis subsp. sepedonicus
- sous-espèce Clavibacter michiganensis subsp. tessellarius

## Dissémination
Cet agent phytopathogène est inscrit sur la liste établie par le groupe Australie.

## Publications originales
- Espèce Clavibacter michiganensis :
  - Erwin Frink Smith, Bacteria in relation to plant diseases - Volume three: Vascular Diseases (continued) (œuvre écrite), 1914, [lire en ligne].
- Genre Clavibacter :
  - (en) Michael J. Davis, A. Graves Gillaspie, Jr., Anne K. Vidaver et Russell W. Harris, « Clavibacter: a New Genus Containing Some Phytopathogenic Coryneform Bacteria, Including Clavibacter xyli subsp. xyli sp. nov., subsp. nov. and Clavibacter xyli subsp. cynodontis subsp. nov., Pathogens That Cause Ratoon Stunting Disease of Sugarcane and Bermudagrass Stunting Disease », International Journal of Systematic Bacteriology, vol. 34, no 2,‎ 1er avril 1984, p. 107–117 (ISSN 0020-7713, 1465-2102 et 1070-6259, DOI 10.1099/00207713-34-2-107, lire en ligne).